# Clauvid Daly
Clauvid Cabrera Daly (Miami-dale, Florida; 4 de febrero de 2001) es una modelo dominicana nacida en Estados Unidos y titular de un concurso de belleza que fue coronada Miss República Dominicana 2019. Representó a la República Dominicana en el Miss Universo 2019 ubicándose en el Top 20, el cual se celebró el 8 de diciembre de 2019 en Atlanta, Georgia.
Daly estudia Diplomacia y Servicios Internacionales, domina los idiomas español, francés e inglés, además está estudiando para obtener su licencia como piloto, es amante de los deportes como son natación y la equitación, y disfruta explorar la naturaleza.
Es egresada del Curso de Oratoria y Cultura General, de la Fundación para el Desarrollo de la Educación Continuada, FUNDEECÓN, ganó Miss República Dominicana Universo 2019.
Recibió una intensa capacitación en Oratoria y Cultura General, bajo la orientación de Rafael Gil y Manny Cueto, director y coordinador docente de FUNDEECÓN, respectivamente.

## Carrera
Dály comenzó su carrera de representando a Punta Cana en el certamen Miss República Dominicana 2019 celebrado el 18 de agosto de 2019, donde fue elegida como la ganadora. Ella representará a República Dominicana en Miss Universo 2019. En 2021 fue una de las seleccionadas en casting para participar en las audiciones de Nuestra Belleza Latina para lograr la oportunidad de ser una de las 10 chicas en la mansión de la belleza, logrando su llave y entrada oficial en el capítulo 2 y superando cada una de las galas con participación destacada hasta ser finalmente eliminada por los jueces antes de las semifinales a favor de su compañera y compatriota Génesis Suero.